# Lithraea molleoides

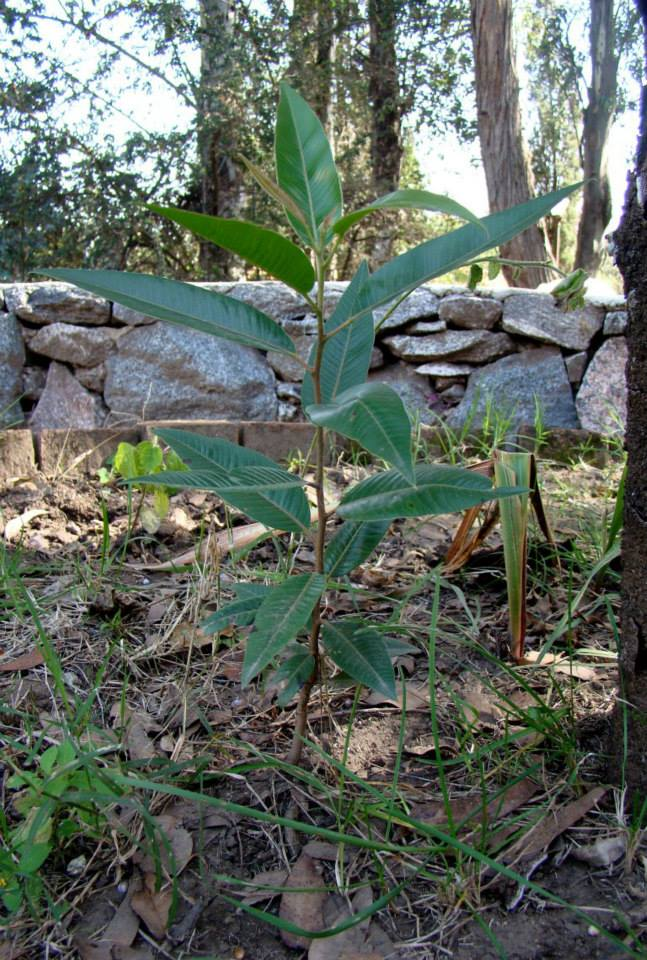
Molle de Beber

Lithraea molleoides es una especie arbórea (2,5 a 9 m de altura) perteneciente a la familia de las anacardiáceas. Es nativa de Sudamérica, habitando en zonas de Argentina, Bolivia, entre la vegetación del Cerrado de Brasil, y en todo el territorio de Uruguay. Recibe los nombres comunes de aruera, molle de beber, molle dulce, molle, chicha o chichita.

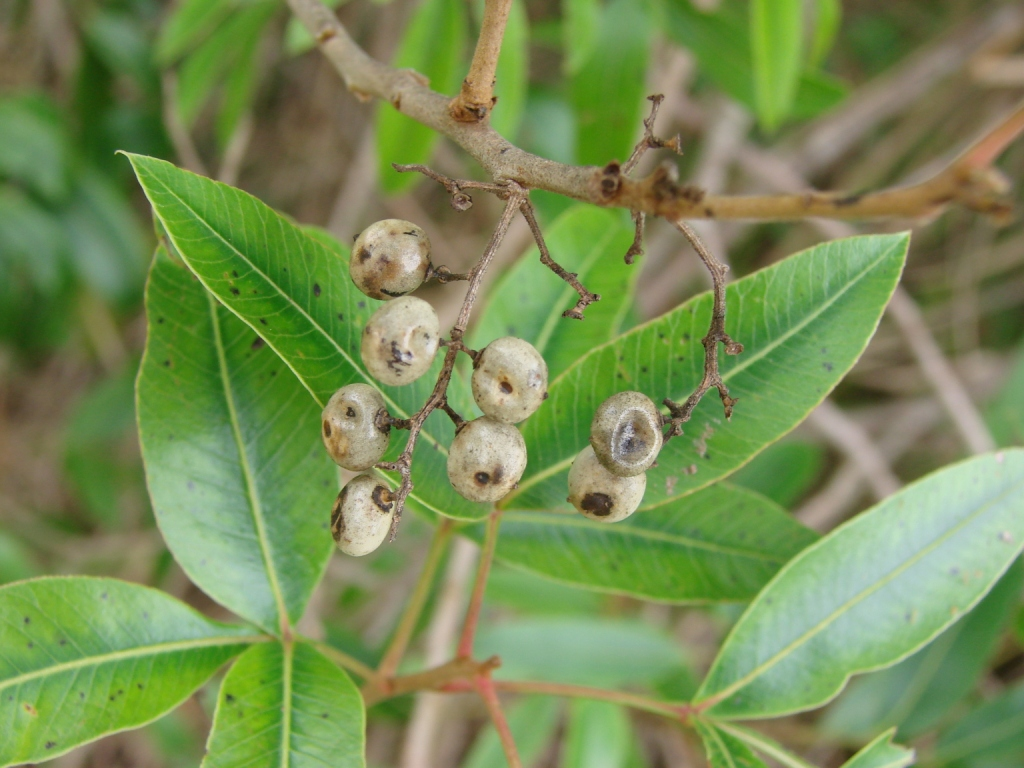
Frutos

## Descripción
Árbol subdioico de copa globosa, de follaje brillante y denso. Ramas tortuosas de corteza gris oscura. La corteza del tronco es castaña oscura, rugosa con láminas pequeñas que se desprenden. 
Hojas pinnaticompuestas: del eje principal, de 8 a 14 cm de largo, emergen entre 3 y 5 hojas (folíolos) de 3 a 8 cm de longitud por 1 a 2 cm de ancho. Los folíolos, de color verde brillante, tienen forma de punta de lanza “lanceolados”, con el extremo agudo. Son notables las nervaduras, muy visibles y dispuestas paralelas entre sí. Se disponen alternas en los tallos.
Inflorescencias y flores: las flores son pequeñas, amarillentas, agrupadas en panojas de entre 4 a 7 cm de largo.
Fruto: es globoso, de unos 8mm de diámetro, tiene una cáscara blanquecina, traslúcida y una pulpa negra, muy dulce, pegada alrededor del carozo, de color castaño claro.
Florece entre octubre y noviembre y fructifica desde diciembre a marzo.
Especie orófila, contribuye en la protección de las cabeceras de cuenca de los cursos de agua evitando la erosión y facilitando la captación de las lluvias en las nacientes de los ríos. Se encuentra con mayor frecuencia en laderas de orientación sur, sureste y suroeste, con poca insolación y mayor humedad
Pertenece a la flora apícola y es una planta medicinal en la forma de extracto alcohólico, decocción,  infusión para  tratar artritis, bronquitis, tos, y enfermedades del aparato digestivo. También es diurético, hemostático, agente tónico, sedante. Y, propiedades  antimicrobiales, antivirales, citotóxico, inmunomodulatorio. En contraste, es una planta venenosa debido a causar sensitividad alérgica, daño en piel, fiebre, y problemas visuales.
En Uruguay, para evitar la alergia, existe la tradición popular de saludar al árbol con un saludo inverso al que correspondería. Si el encuentro ocurre durante el día, se debe decir "Buenas noches, señora Aruera". Si es de noche, "Buenos días, señora Aruera". Y también en el interior existe la vencedura para la aruera, que cura la alergia producida por el árbol.
En Argentina, ésta reacción alérgica es conocida con el nombre de “flechadura del molle”, ya sea por pasar un tiempo bajo la copa del árbol o por contacto directo de las personas que trabajan con la madera fresca. Se dice que para evitar esta desagradable molestia, basta con pedir permiso al árbol para descansar bajo sus ramas o juntar sus frutos. En Córdoba por ejemplo, el rito implica saludar al árbol de forma "cruzada". Si es por la tarde se lo saluda "buenos días señor molle" y si es por la mañana, el saludo es "buenas tardes señor molle".

## Propagación
En invernadero los plantines alcanzan aproximadamente 20 cm en un año. La supervivencia es alta y son muy resistentes a la herbivoría. Las plantas son capaces de rebrotar luego de ser taladas. Tiene mejor crecimiento protegida bajo la cobertura de otros árboles o arbustos. Las semillas permaneces viables durante muchos años. Es importante desinfectar las semillas y en lo posible esterilizar el sustrato antes de la siembra pues es muy sensible a los hongos. Los frutos son consumidos por una gran variedad de aves. El porcentaje de germinación de las semillas es muy variable entre árboles y poblaciones.

## Usos
Uso comestible: es valorado, sobre todo, por su fruta, muy dulce y picante, con la que se fabrica la “aloja de molle”, el vino de la chaya, carnaval del noroeste argentino. Para prepararla, se recogen los racimos maduros, en verano y se maceran en una tinaja con agua hasta que fermentan. Puede aumentar su graduación alcohólica con el agregado, cada dos o tres días, de sucesivas cargas de fruta nueva. En la zona serrana de la provincia de Córdoba, Argentina, los frutos son usados por los serranos para endulzar el mate.
Uso medicinal: se usa la infusión de sus hojas para combatir resfríos, y el cocimiento de sus ramas para inflamaciones digestivas y respiratorias.
Uso comercial: su madera es dura y resistente, muy utilizada para construcciones rurales y también como leña.

## Taxonomía
Lithraea molleoides fue descrita por (Vell.) Engl. y publicado en Flora Brasiliensis 12(2): 394. 1876.
Sinonimia
- Lithraea molleoides var. lorentziana Lillo,
- Lithraea ternifolia,
- Schinus brasiliensis Marchand ex Cabrera,
- Schinus leucocarpus M.,
- Schinus molleoides (Vell.) Engler,
- Lithraea aroeirinha Marchand ex Warm.[7]